# Saltriovenator
Saltriovenator (лат.) — род тероподных динозавров из инфраотряда цератозавров, которые жили в синемюрскую эпоху раннего юрского периода (199,3—190,8 млн лет назад) на территории современной Италии. Типовым и единственным видом является Saltriovenator zanellai.

## Открытие и название

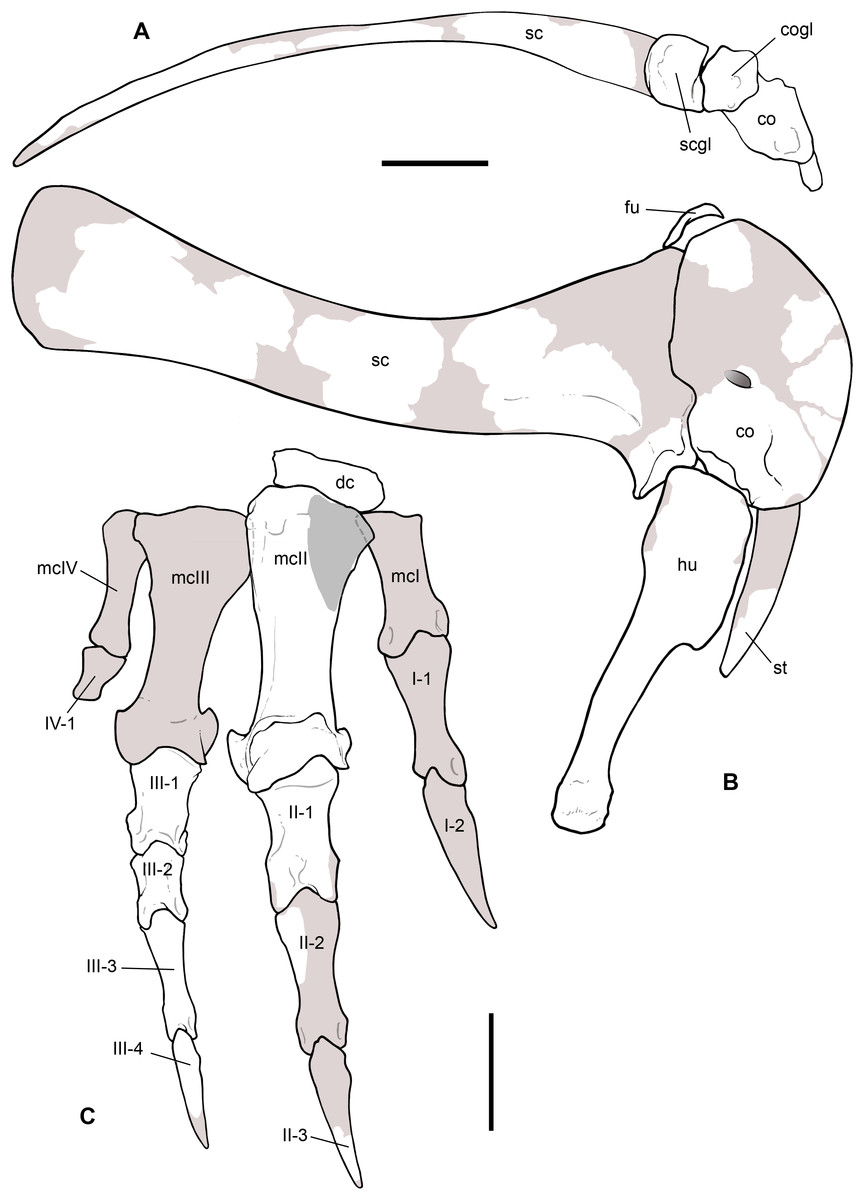
Реконструкция плечевого пояса и передней конечности

Первые окаменелые остатки неизвестного динозавра 4 августа 1996 года обнаружил палеонтолог-любитель Анджело Занелла в мраморном карьере Сальнова, коммуна Сальтрио, на севере Италии. Миланский Музей естественной истории, где работал Занелла, направил команду палеонтологов под руководством Кристиано Даль Сассо на раскопки. Им удалось спасти несколько меловых блоков, явно содержавших кости. Скелет незадолго до своего открытия был разорван на куски взрывчаткой, используемой в карьере для разрушения мраморных залежей. Спасённые блоки на 1800 часов погрузили в ванну с муравьиной кислотой, чтобы освободить кости. Из блоков удалось извлечь 132 костных фрагмента, большая часть которых неопределима.
В 2000 году в музее открылась специальная выставка костей. По этому случаю Даль Сассо временно дал итальянское название новому динозавру — Saltriosauro. И хотя название иногда упоминалось в научной литературе под латинизированным именем Saltriosaurus, это название долгое время оставалось nomen nudum как в итальянской, так и в латинской формах.
В декабре 2018 группа палеонтологов под руководством Кристиано Даль Сассо назвала и описала новый типовой вид Saltriovenator zanellai. Родовое название содержит отсылку на коммуну Сальтрио, где были найдены окаменелости, в сочетании с лат. venator — охотник. Авторы указали, что слово «венатор» также является одним из типов римских гладиаторов. Видовое название дано в честь первооткрывателя находки — Анджело Занеллы. Saltriovenator является третьим динозавром, найденным в Италии, первым, найденным в Альпах, и вторым тероподом из Италии, после сципионикса.

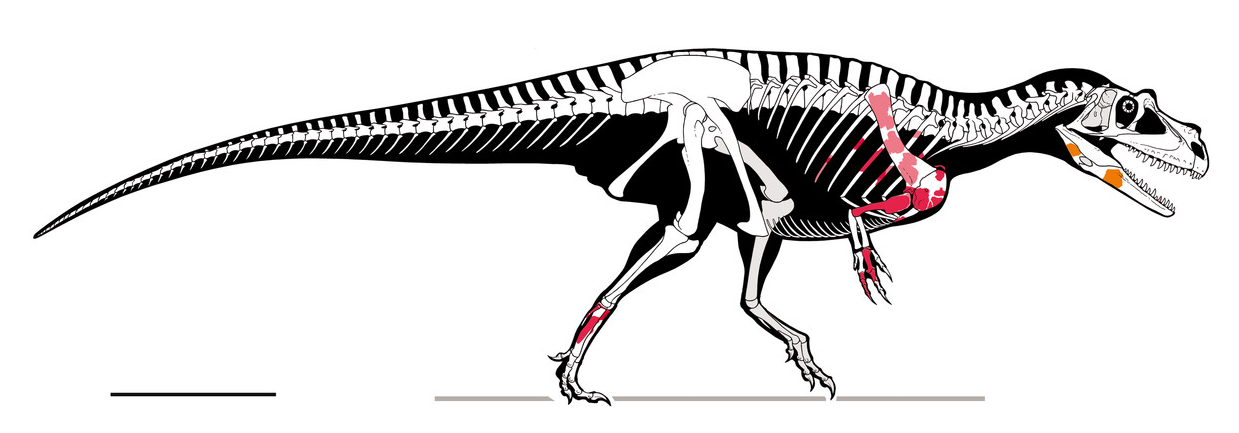
Диаграмма с изображением известных элементов

Голотип MSNM V3664 был найден в горизонте формации Сальтрио, который датируют нижним синемюрским ярусом, приблизительно 199 миллионов лет назад. Он состоит из фрагментов скелета и нижней челюсти. Было найдено примерно 10 % скелета, включая 1 зуб, правую пластинчатую кость, правую предсочленовную кость, шейное ребро, фрагменты грудных рёбер и лопаток, хорошо сохранённую, но неполную вилочку, плечевую кость, несколько пястных костей и фаланг. Динозавр, вероятно, умер на древнем пляже, а затем его тело было смыто в море. После гибели остатки животного были перемещены на большое расстояние, в результате чего потерялось много костей.

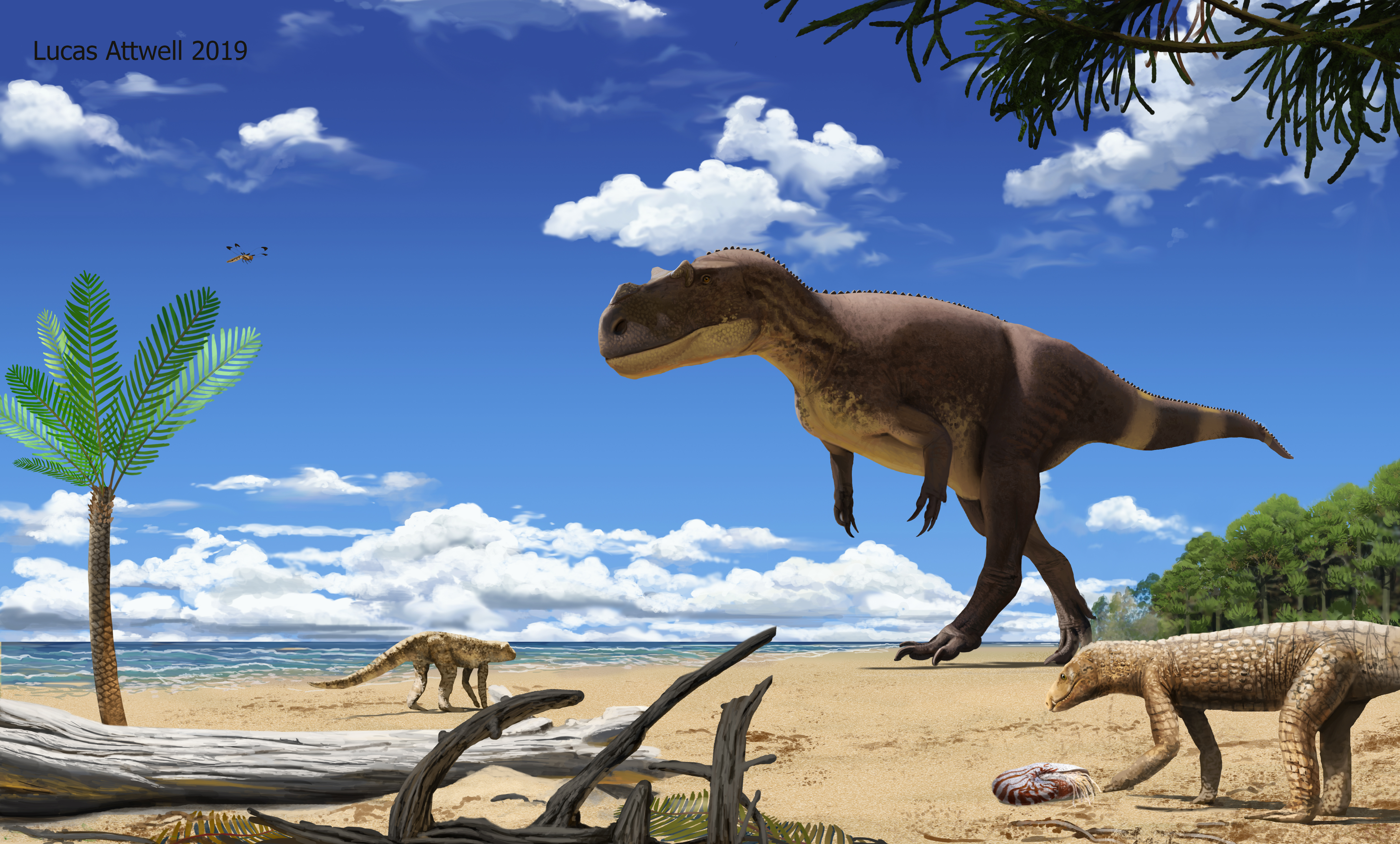
Saltriovenator в экосистеме формации Сальтрио, которая считается древним пляжем из-за присутствия наутилоидей и плеченогих

Хотя Saltriovenator не был водным, среда, в которой осаждалась туша, была, вероятно, пелагической, судя по связанным аммонитам. Местность также богата морскими лилиями, брюхоногими, двустворчатыми, плеченогими и мшанками. Осаждение произошло на склоне между мелкой карбонатной платформой и более глубоким бассейном. Различные царапины, канавки и бороздки указывают на то, что туша подверглась очистке морскими беспозвоночными. Образец представляет собой особь среднего возраста, близкую к максимальному размеру, возраст которой оценивается в 24 года.

## Описание

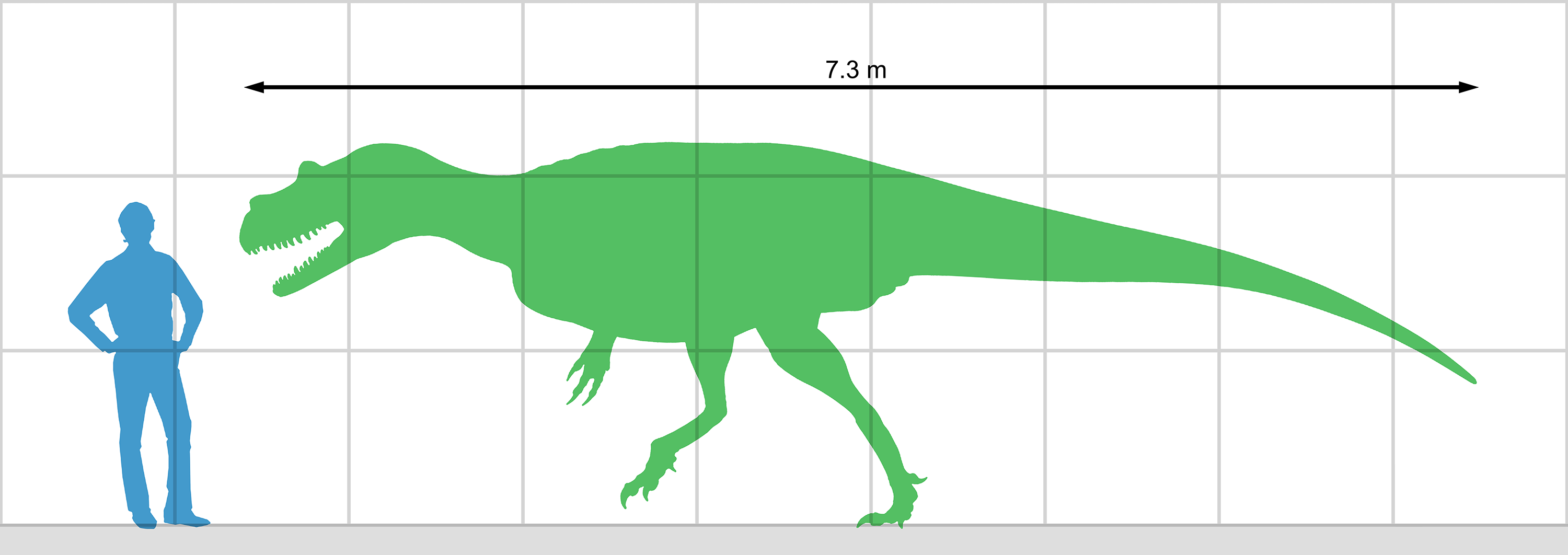
Размер Saltriovenator в сравнении с человеком

Из-за фрагментарности остатков произвести оценку длины животного было невозможно. Поэтому авторы описания сравнили образцы с окаменелостями двух других теропод примерно одинакового объёма. Сравнив образцы со скелетными элементами MOR 693, экземпляра Allosaurus fragilis, учёные пришли к выводу, что длина нового динозавра составляла не менее 7—8 метров. Это делает Saltriovenator самым большим известным тероподом, жившим до ааленской эпохи юрского периода. При сопоставлении костных элементов Saltriovenator с костями цератозавра примерная длина первого равнялась 730 сантиметров, высота бедра — 220 сантиметров, а длина черепа — 80 сантиметров. Длина бедренной кости получилась от 80 до 87 сантиметров, что указывает на массу тела от 1160 до 1524 килограммов. Другой метод оценки основан на экстраполяции известной длины передней конечности. Применение обычного соотношения конечностей показало длину задней конечности 198 сантиметров. Длина бедра составляла бы от 822 до 887 миллиметров, что означало бы вес от 1269 до 1622 килограммов.

## Классификация
Точное филогенетическое расположение открытого динозавра не было точно определено, однако это совершенно точно теропод. Первоначально Дал Сассо отнёс его к тетанурам, но позднее он посчитал, что образец может представлять собой аллозавроида, хотя в любом случае динозавр старше других представителей этой клады на 20—30 миллионов лет. Роджер Бенсон в своём обзоре нового таксона Magnosaurus посчитал его членом группы целофизоидов. Наличие вилочки может способствовать размещению Saltriovenator в группе тетанур, хотя сообщалось о находке вилочки у целофизоидов.
При полном описании 2018 года был проведён филогенетический анализ, который восстановил Saltriovenator в качестве базального цератозавра, тесно связанного с Berberosaurus.